# Arne Mohlin (direktör)
Arne Emanuel Mohlin, född 27 april 1921 i Långsele socken, Västernorrlands län, död 6 januari 1997, var en svensk ingenjör och industriman.
Mohlin utexaminerades från Kungliga Tekniska högskolan (KTH) i Stockholm 1949. Han var produktionsdirektör och vice verkställande direktör vid L.M. Ericsson 1967–88. Han invaldes som ledamot av Ingenjörsvetenskapsakademien 1981 och var ordförande i Sveriges Standardiseringskommission (SIS) 1987–91.